# إيستر كونويل
إيستر كونويل (بالإنجليزية: Esther M. Conwell)‏ هي عالمة في مجال الفيزياء ولد في 23 مايو 1922 في نيويورك (ولاية)، حصلت على جائزة قلادة العلوم الوطنية الأمريكية ووسام إديسون.

## وصلات خارجية
- الموقع الرسمي لجائزة قلادة العلوم الوطنية الأمريكية